# Purim

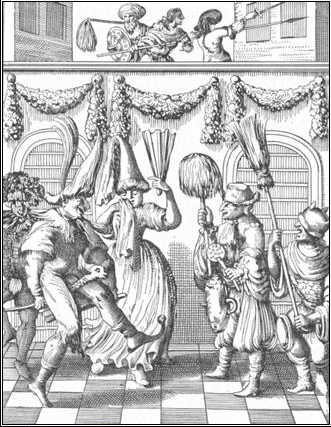
Kostümierte Purim-Feiernde, Druck aus dem Philologus Hebræo-Mixtus, 1657

Das Purimfest (hebräisch פוריםⓘ purim, Plural von פור pur, deutsch ‚Los‘, ursprünglich vom akkadischen Wort pūru jiddisch Purim oder Pirem) ist ein jüdisches Fest, das an die Rettung der Juden vor drohender Vernichtung im persischen Achämenidenreich erinnert. Die Gefahr konnte durch die Fürsprache beim persischen König  König Xerxes I. (Ahasveros) abgewandt werden.
In seinen humoristischen Verkleidungsritualen dürfte es der Ursprung des rheinischen Karnevals sein.

## Ursprung

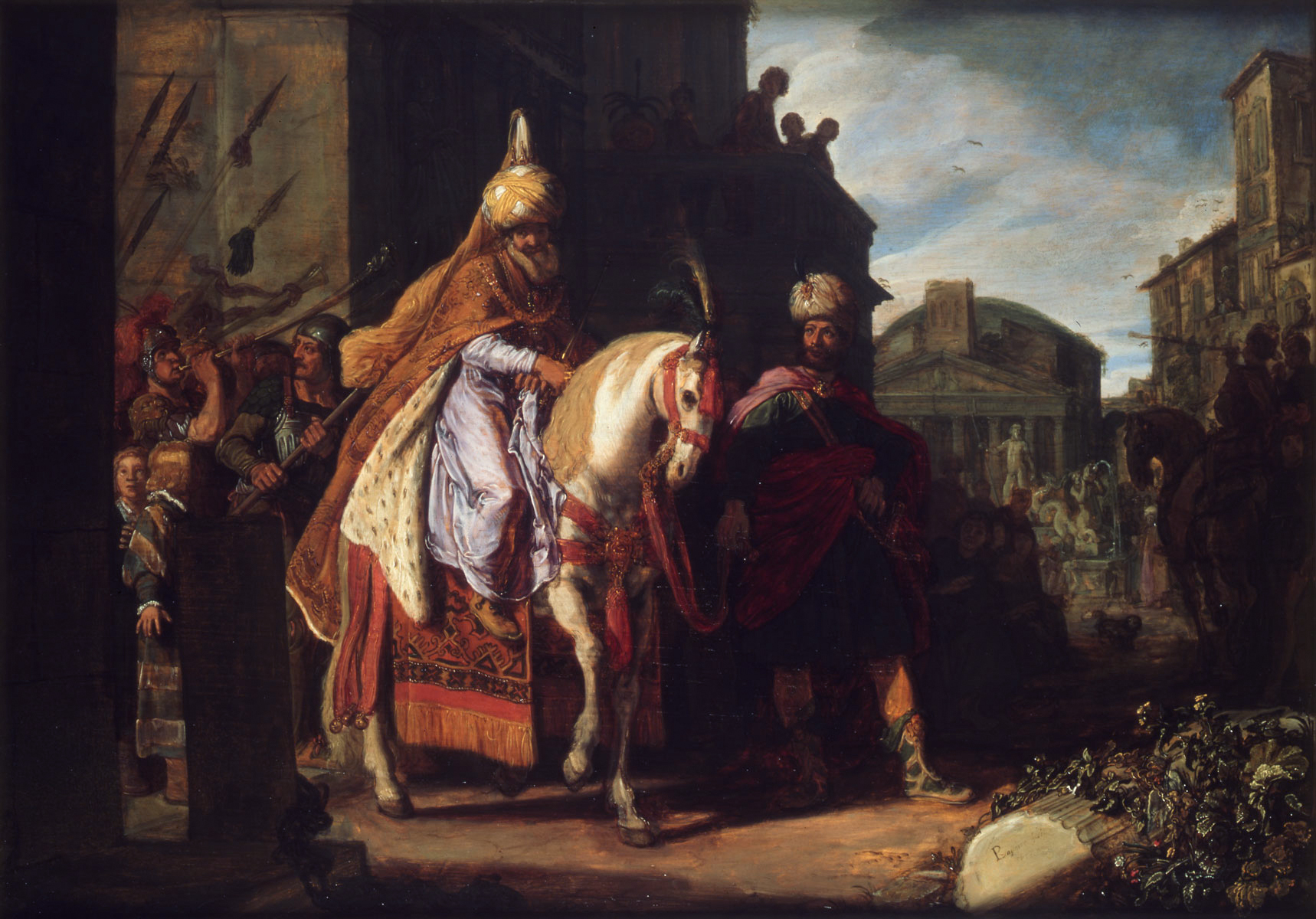
Der Triumph des Mordechai

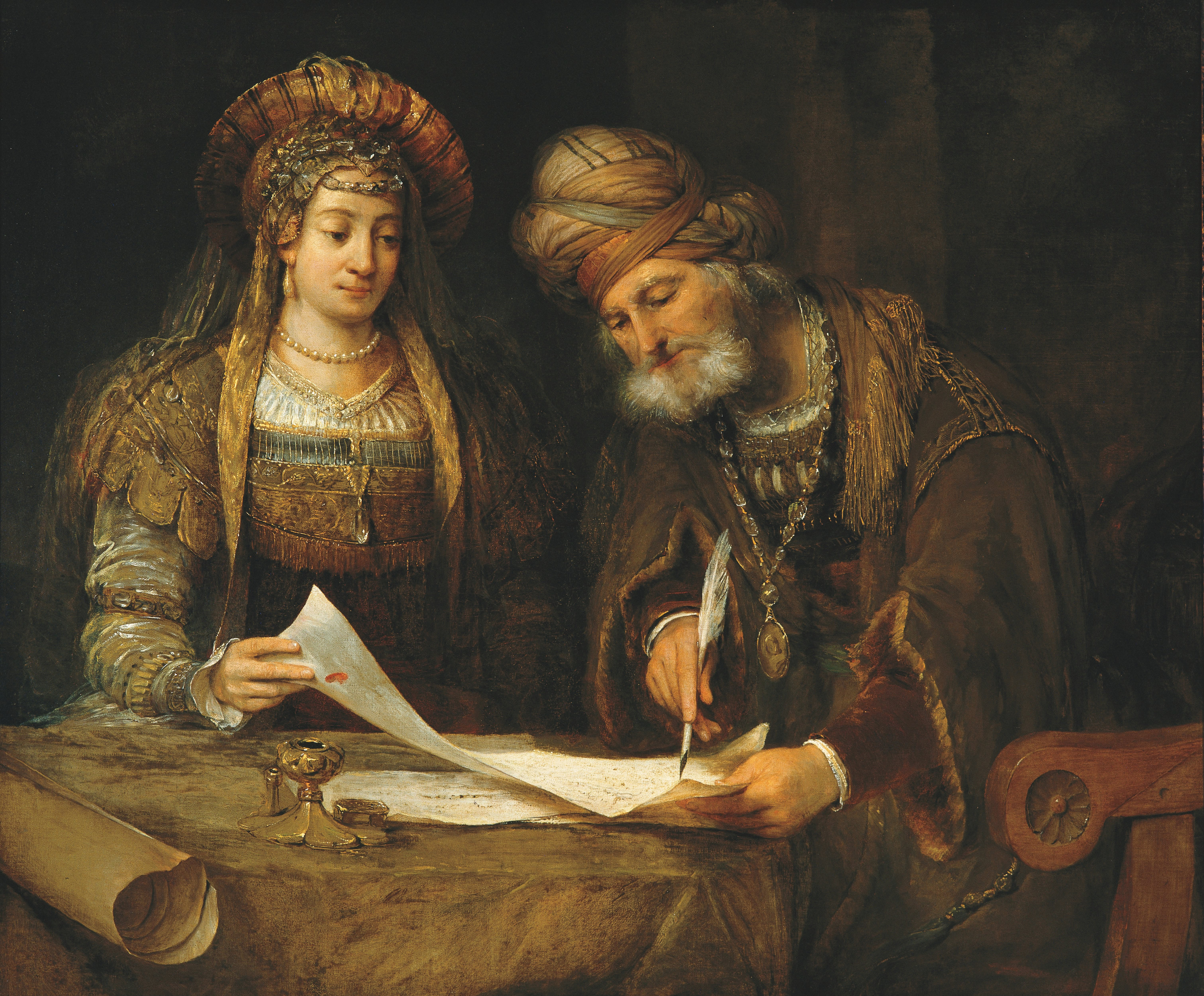
Ester und Mordechai

Purim ist ein Fest, das an die Errettung des jüdischen Volkes aus drohender Gefahr in der persischen Diaspora erinnert. Nach dem Buch Ester (in der Literatur, englisch und wissenschaftlich Esther, phonetisch ˈɛsθɚ, dt. gespr. äßsser) versuchte Haman, der höchste Regierungsbeamte des persischen Königs, die gesamten Juden im damaligen persischen Weltreich an einem Tag zu ermorden. Sein Name wurde damit zum Symbol der Judenfeindschaft.
Im Buch Esther ist beschrieben, dass Haman sein Amt als höchster Regierungsbeamter des persischen Königs Achaschwerosch (hebräisch für Xerxes I.) selbstsüchtig ausnutzte. Wie die königliche Dienerschaft sollte auch der oberste Rabbiner der Juden, Mordechai, vor Haman niederknien. Dieser weigerte sich jedoch. Aus Rache plante Haman die Tötung sämtlicher Juden im Reich und überzeugte den König mit einer Intrige. Der genaue Zeitpunkt, der 13. Adar, wurde durch das Los bestimmt – daher auch der Name Purim („Auslosung“). In dieser höchsten Not sandte Mordechai seine Cousine und Stieftochter Esther, in der Überlieferung als „Königin“ vorgestellt (Est 2, 1–20), zum König, um ihn zu bitten, dass sie und ihr Volk am Leben bleiben dürfen. Da das bisherige Gesetz nicht widerrufen werden durfte, erlaubte der König den Juden die Gegenwehr. So nahmen die jüdischen Gemeinden Rache an ihren Feinden und töteten von ihnen „fünfundsiebzigtausend“. Mordechai und Esther schrieben die Ereignisse ihrer Rettung auf, der König aber sandte einen Brief an die jüdischen Gemeinden in allen Provinzen und forderte, sie sollten ihre Rettung und die Treue zu seiner Herrschaft in Zukunft mit dem Purim-Fest feiern (Est 8,12).
Möglicherweise besteht hier ein Zusammenhang mit dem zoroastrischen Fest frawardīgān, der u. a. von Herodot als magophonia – der „Ermordung der Mager“ – berichtet wird (3.68–79) und an dem die zoroastrischen Perser der Herrschaft des Magers Gaumata und des anschließenden Aufstiegs Dareios I. gedachten.

## Tag der Feier

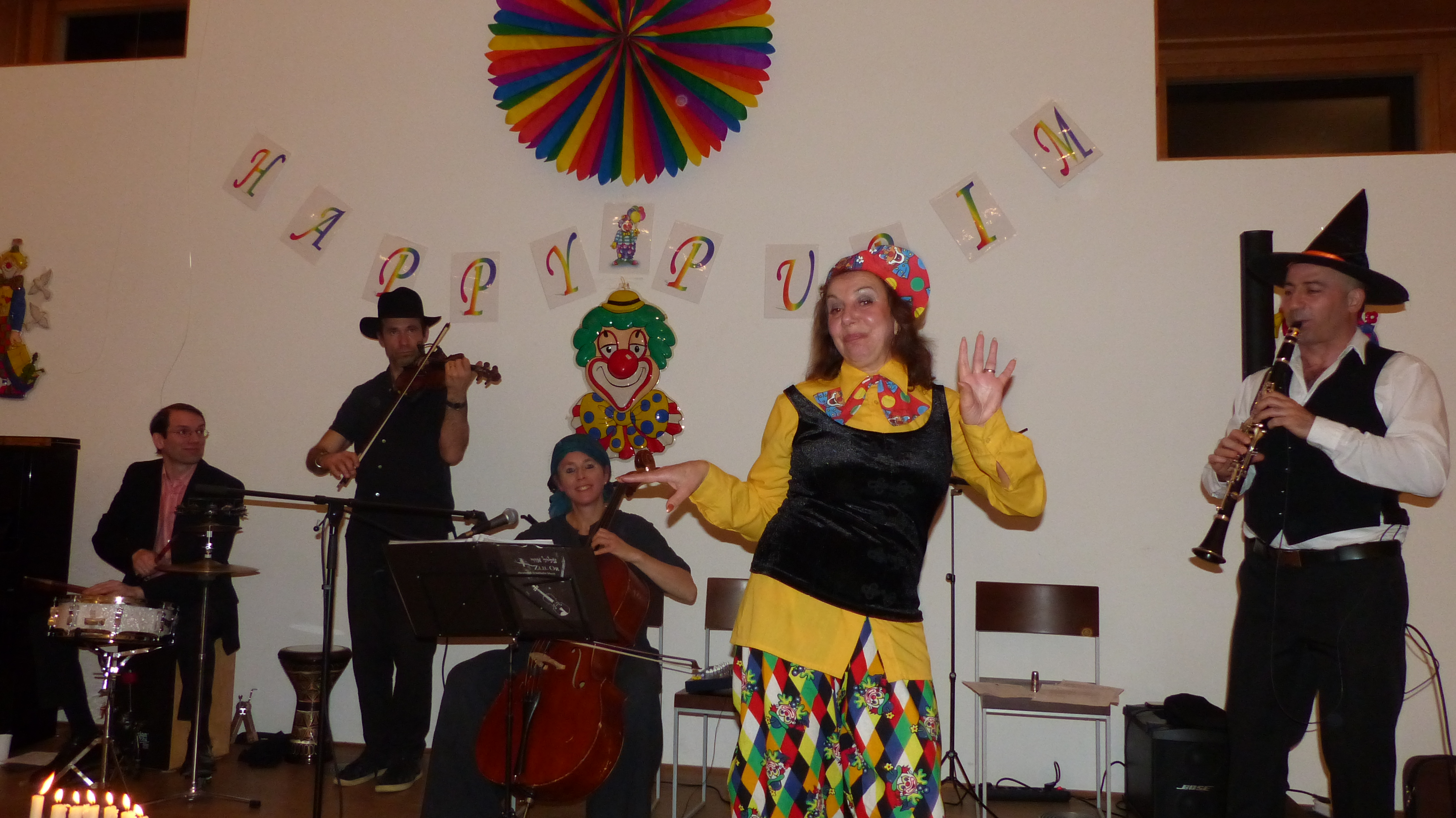
Purim-Fest in Dresden 2016

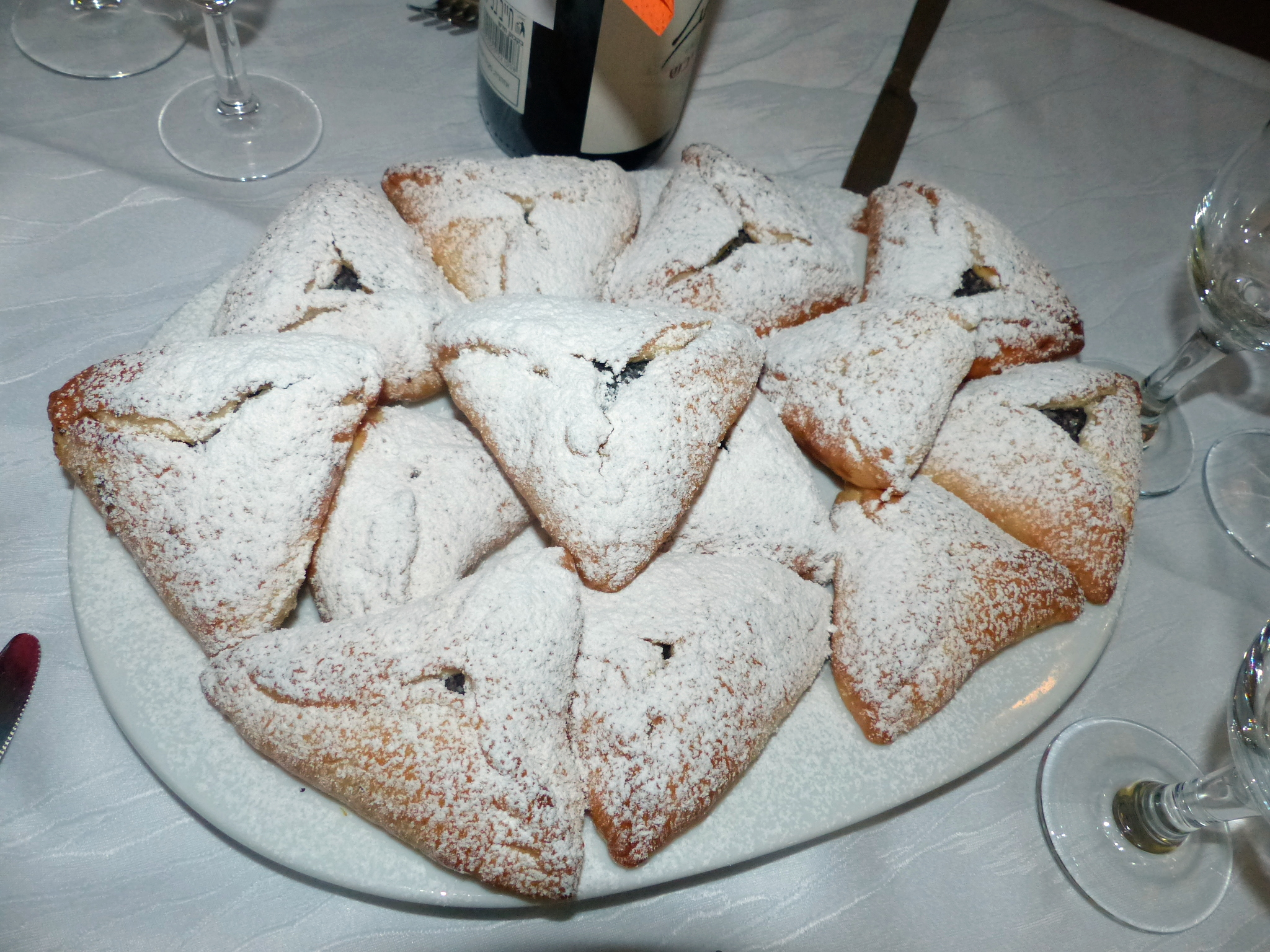
Hamantaschen mit Mohn

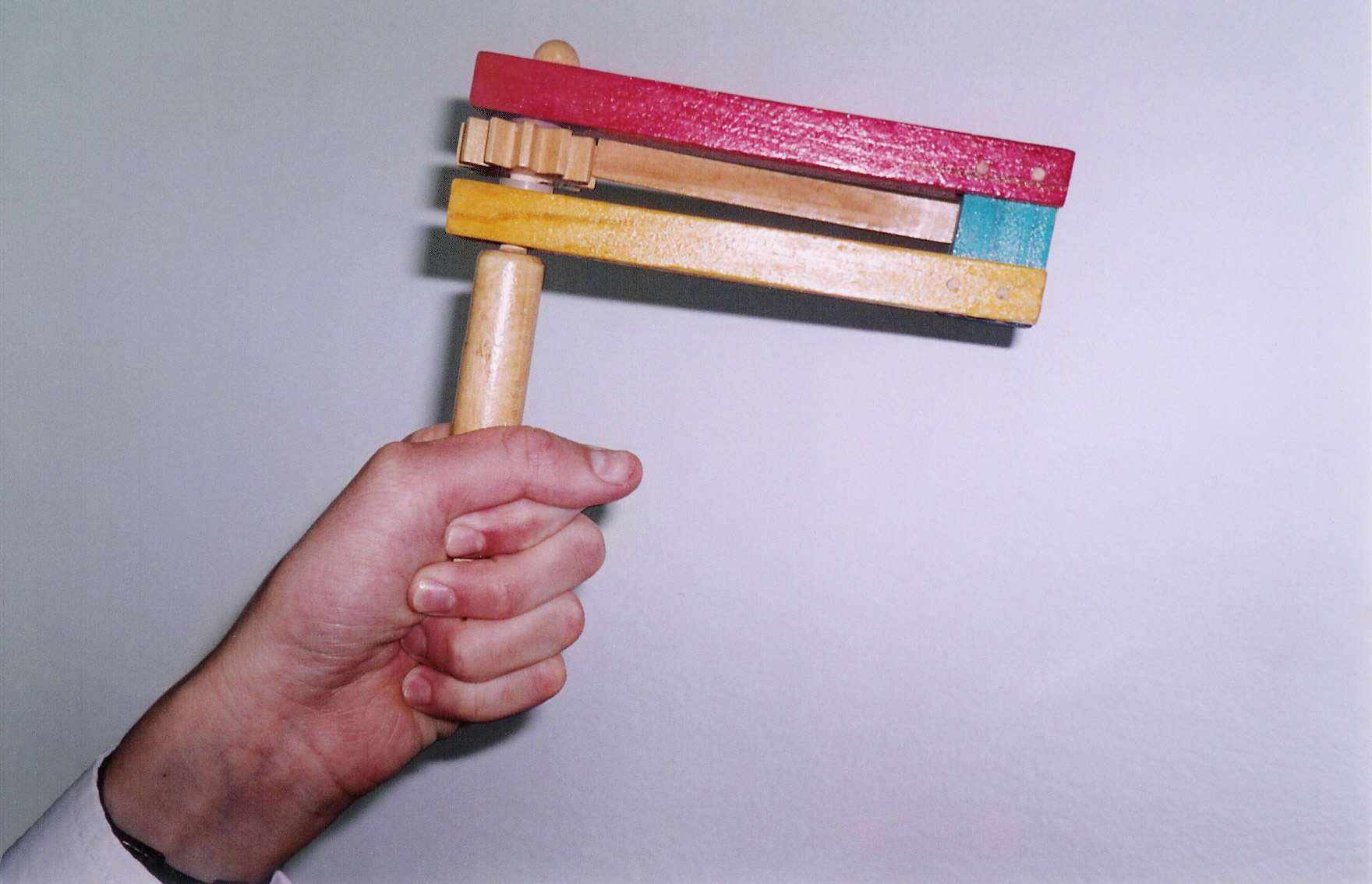
Ratsche für Purim

Das Purimfest wird am 14. oder 15. Tag des Monats Adar des Jüdischen Kalenders gefeiert. Es ist ein Feiertag in Israel.
| Jüdisches Jahr | Gregorianisches Datum |
| -------------- | --------------------- |
| 5784           | 24. März 2024         |
| 5785           | 14. März 2025         |
| 5786           | 3. März 2026          |
| 5787           | 21. Februar 2027      |
| 5788           | 12. März 2028         |

Jeder Festtag beginnt am Vorabend, denn im jüdischen Kalender dauert der Tag vom Vorabend bis zum Abend des Tages – nicht von 0 bis 24 Uhr. Der abendliche Beginn wird mit dem Wort Erev (hebräisch ערב Abend) bezeichnet.
In ganz Israel und in der Diaspora wird das Purimfest am 14. Adar gefeiert. In Jerusalem und in Jericho wie in der damaligen (persischen) Hauptstadt Susa sowie in allen Städten, die zur Zeit Josuas, des Sohnes Nuns, von einer Mauer umgeben waren, wird das Purimfest am 15. Adar begangen. Dieses Purim heißt Schuschan Purim oder Purim der Städte auf Grund der Tatsache, dass es nur in den früher von einer Mauer umgebenen Städten gefeiert wird – im Gegensatz zum Purim der Provinzstädte, das in offenen Städten begangen wird. In Städten, in denen Zweifel in Bezug auf das Datum ihrer Entstehung und auf Mauern um sie herum bestehen – z. B. Akko, Tiberias, Jaffa –, wird Purim sowohl am 14. wie am 15. Adar gefeiert.
Der Grund ist folgender: Am 13. Adar führten die Juden gegen ihre Feinde einen Rettungs- und Erlösungskampf, und am 14. Adar ruhten sie sich davon aus. Deshalb gilt dieser Tag als Tag der Freude und des Festmahls. Dagegen erhielten die Juden in der Hauptstadt Susa die Erlaubnis, sowohl am 13. als auch am 14. Adar gegen ihre Feinde zu kämpfen, und erst am 15. Adar ruhten sie sich von den Kämpfen aus. Deshalb wurde der 15. Adar als der Freudentag für die Juden in der Hauptstadt festgelegt. Um das Land Israel zu ehren, das zur damaligen Zeit öde und leer war, beschlossen die jüdischen Gelehrten, auch auf die Städte im Land Israel, die zur Zeit Josuas von einer Mauer umgeben waren, etwas von der Einzigartigkeit der Hauptstadt Susa zu übertragen.
In jüdischen Schaltjahren wird der Adar verdoppelt; Purim findet in diesem Fall im zweiten Adar statt und im ersten Adar wird dann Purim qatan (kleines Purim) gefeiert. Anders als im rabbinischen Judentum feiern die Karäer Purim im ersten Adar.

### Purim meschulasch
Purim meschulasch (dreimal Purim): Es kann der Fall eintreten, dass das Purimfest insgesamt drei Tage lang dauert, nämlich dann, wenn der 15. Adar auf einen Sabbat fällt in einer von Mauern umgebenen Stadt. Dann gilt folgendes:
- 14. Adar: Lesen der Megilla und Geschenke für die Armen,
- 15. Adar (Sabbat): Gebet Al ha-Nissim, Lesen der Tora,
- 16. Adar: Festmahlzeit und Geschenksendungen an die Nächsten.

## Sieben Pflichten an Purim
1. Vollständige Lesung des Buches Ester (Megillat Ester). Kein Wort darf man verpassen, deshalb muss der Vorlesende an den Stellen, an denen die Gemeinde beim Hören des Namens Haman mit Ratschen klappert, rasselt oder sonst Geräusche macht („Haman-Klopfen“, Klopfen auf das Pult, zum Teil mit besonderen Hämmerchen), eine Pause einlegen, bis sich der Lärm gelegt hat.
2. Geschenksendungen an den Nächsten oder Freunde („Mischloach Manot“ oder „Schlachmones“). Minimum ist dabei eine Sendung, die mindestens aus zwei verschiedenen Speisen besteht. Die Sendung muss am Feiertag selbst geschickt werden, nicht am Vorabend.
3. Geschenke für die Armen, „Matanot Laewjonim“. Minimum sind zwei Geschenke an zwei Arme, d. h. ein Geschenk pro Person. Üblich und erwünscht sind Geldspenden.
4. Lesen der Tora.
5. Sagen des „Über die Wunder“ beim Gebet und beim Tischgebet.
6. Festmahlzeiten und Freude, „Seudat Purim“: Purim ist ein Tag, den Juden mit Essen und Trinken feiern. Im Zusammenhang muss man auch viel Wein trinken. Und dazu sagten die jüdischen Gelehrten: „Jeder muss so viel Wein trinken, bis er nicht mehr unterscheiden kann zwischen ‚Verflucht sei Haman‘ und ‚Gelobt sei Mordechai‘“ – möglichst viele „l’Chaims“ (Trinkspruch „Auf’s Leben!“) trinken und „Hamantaschen“ essen.
7. Verbot von Trauerreden und Fasten.

## Brauchtum
Die mit Purim verbundenen Bräuche basieren auf folgender Passage aus dem Buch Ester: 

„Mordechai schrieb alles auf, was geschehen war. Er schickte Schreiben an alle Juden in allen Provinzen des Königs Artaxerxes nah und fern und machte ihnen zur Pflicht, den vierzehnten und den fünfzehnten Tag des Monats Adar in jedem Jahr als Festtag zu begehen. Das sind die Tage, an denen die Juden wieder Ruhe hatten vor ihren Feinden; es ist der Monat, in dem sich ihr Kummer in Freude verwandelte und ihre Trauer in Glück. Sie sollten sie als Festtage mit Essen und Trinken begehen und sich gegenseitig beschenken, und auch den Armen sollten sie Geschenke geben.“

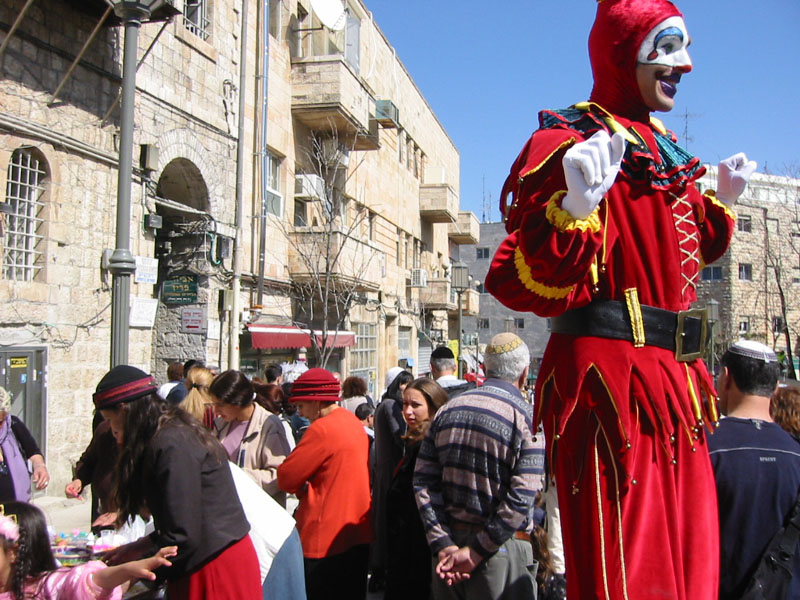
Jerusalem feiert Purim (2004)

In der Synagoge wird aus diesem Anlass ein Gottesdienst gefeiert, bei dem es meist nicht übermäßig ernst zugeht, der ganze Ablauf zielt auf Freude. Dabei wird auch die Festrolle des Buches Ester vorgelesen. Immer wenn der Name Haman fällt, soll von den anwesenden Kindern mit Tuten, Rasseln und Ratschen (jiddisch Grägger) so viel Lärm wie möglich gemacht werden. Dies beruht auf dem Befehl Gottes, den Namen Amaleks, Hamans Vorfahr, auszulöschen, nachdem Amalek Israel auf dem Weg zum Gelobten Land überfallen hat.
Außerhalb des Gottesdienstes werden die Menschen mit einer besonderen Purimliteratur unterhalten, wie auch mit Masken und Verkleidungen erheitert. Aufführungen und Darstellungen („Purimspiele“) wie die des „Rabbi von Purim“, launenhafte Possen, zum Teil Parodien biblischer Ereignisse und Gestalten waren einmal im Jahr erlaubt, eben zu Purim – und die Gemeindemitglieder nutzten sie, um die Honoratioren der Gemeinde aufs Korn zu nehmen und „mit ihnen abzurechnen“. Auf den Straßen sind bunte Kleider und Kostüme wie im Karneval zu sehen. In Israel werden diese lustigen, bunten Umzüge als Ad-lo-jada bezeichnet, „bis man nicht mehr weiß“ (was man tut).
Im Mittelpunkt steht das Verkleiden mit bunten Trachten und das Veranstalten von Umzügen. Die Stimmung ist ausgelassen. Es werden Geschenke ausgetauscht und große Mengen (vor allem süßer) Festspeisen – wie beispielsweise mit Mohn, Nüssen oder Schokolade gefüllte Hamantaschen oder Nunt – der jüdischen Küche verzehrt. Ebenso ist es üblich, gekochte Bohnen und Erbsen zu essen. Jede ethnische Gruppe, jede Gemeinde hat mit besonderen Gerichten und besonderer Unterhaltung ihre eigenen Traditionen entwickelt.
Es gibt viele Begründungen, warum zu Purim Masken und Kostüme getragen werden. Manches Detail ist sicher auf die gegenseitige Beeinflussung mit dem christlichen Karneval, der ungefähr zur selben Jahreszeit stattfindet, zurückzuführen. Eine stärker innerjüdische Begründung basiert auf der Tatsache, dass das Buch Ester eins der Bücher der Bibel ist, in dem der Ausdruck Gott kein einziges Mal direkt, sondern nur in Zusammensetzung von Wörtern genannt wird. Die jüdische Tradition interpretiert diese Eigenart dahingehend, dass selbst Gott sich zu Purim verkleide. Dennoch ist in den ausführlichen Details der Erzählung die unverwechselbare Präsenz der göttlichen Vorsehung spürbar. Auf die gleiche Weise soll das Konzept der Maske die Art und Weise ausdrücken, in der Gott die Geschehnisse von Purim lenke. Er habe sie, obwohl nicht sichtbar, zweifellos gelenkt. Früher verkleideten sich Juden als Ester, Haman usw. Aus der fröhlichen Stimmung des Feiertages heraus wurden dann aber auch andere Kostüme getragen.

### Purim Vintz
Auch örtliche Gedenktage ähnlichen Anlasses werden „Purim“ genannt. Die Jüdische Gemeinde Frankfurt am Main z. B. feierte seit 1616 bis zum Holocaust alljährlich am 20. Adar das Fest Purim Vintz (Purim Vincenz), das an die Niederschlagung des judenfeindlichen Fettmilch-Aufstands 1614 und an die feierliche Rückführung der zuvor vertriebenen Gemeinde in die Judengasse erinnert.

## Literarisches Nachwirken
Der Ester-Stoff, der die Erhöhung der Demut und den Sturz des Hochmuts sinnfällig macht, wurde seit dem 16. Jh. wiederholt dramatisiert, u. a. von Hans Sachs, Lope de Vega, Racine (Esther), Grillparzer (Esther) und Max Brod.

## Purim im Nationalsozialismus
Die Nationalsozialisten nahmen oftmals Bezug auf das Purimfest, wobei man den Juden die im Buch Ester berichtete Gegengewalt gegen Haman und seine Gefolgsleute vorwarf. So wurde etwa in der von Julius Streicher herausgegebenen, antisemitisch hetzenden Wochenzeitung Der Stürmer 1934 behauptet, Juden würden an Purim bei einem exzessiven Trinkgelage Hass und Mord gegen Nichtjuden predigen. Juden würden dabei eine Haman-Puppe durchbohren, die sie auch mit Adolf Hitler identifizierten. Gauleiter Streicher behauptete in einer am 10. November 1938, einen Tag nach der Reichspogromnacht, gehaltenen Rede, die Juden hätten damals 75.000 Perser ermordet und hätten durch Anzetteln eines Krieges gegen Deutschland dem deutschen Volk ein ähnliches Schicksal zugefügt und ein neues, deutsches Purimfest eingeführt, wenn man ihnen nicht durch die Pogrome zuvorgekommen wäre. Am 30. Januar 1944 zog Hitler selbst eine Verbindung zwischen sich und Haman und zwischen einer Niederlage Nazideutschlands und einem „zweiten Purim“. Bei seiner Hinrichtung am 16. Oktober 1946 verabschiedete sich Streicher mit den Worten „Heil Hitler! Das ist das Purimfest 1946. Ich gehe zu Gott. Die Bolschewisten werden eines Tages euch auch hängen.“
In der Zeit des Holocausts wählten die Nazis wiederholt das Purimfest für Angriffe auf Juden. 1942 wurden im polnischen Zduńska Wola an Purim zehn Juden gehängt, „um Hamans Söhne zu rächen“. 1943 wurden mit ähnlicher Begründung zehn Juden aus dem Ghetto Piotrków Trybunalski erschossen und am Purimfest dieses Jahres bei Częstochowa und Szydłowiec über einhundert jüdische Ärzte und ihre Familien ermordet.